# Roland Koch
Pour les articles homonymes, voir Koch.
Roland Koch, né le 24 mars 1958 à Francfort-sur-le-Main, est un homme politique allemand membre de l'Union chrétienne-démocrate d'Allemagne (CDU).
Militant dès l'âge de 14 ans, il est élu au Landtag de Hesse en 1987 et progresse dans l'appareil de la CDU régionale, jusqu'à en prendre la présidence en 1998.
L'année suivante, à l'âge de 41 ans, il devient ministre-président de Hesse à la suite d'une campagne très à droite et gouverne avec les libéraux. Aux élections de 2003, il donne à son parti sa première et seule majorité absolue dans l'histoire du Land. En 2006, il est choisi comme vice-président fédéral de la CDU.
Les élections de 2008 amènent à un blocage politique du Parlement, qui se trouve dissous en 2009. Ce nouveau scrutin lui assure, par la forte poussée du FDP, un troisième mandat. Pourtant, il démissionne de toutes ses fonctions et se retire de la vie politique à la fin de l'été de 2010, établissant le deuxième plus long mandat à la tête du gouvernement de la Hesse après le social-démocrate Georg August Zinn.

## Biographie

### Jeunesse, formation et débuts en politique
Fils de Karl-Heinz Koch, qui sera ministre de la Justice du cabinet Wallmann entre 1987 et 1991, il adhère à la Junge Union dès ses 14 ans, en 1972. Cinq ans plus tard, il passe son Abitur et se fait élire à l'assemblée de l'arrondissement de Main-Taunus. Il accomplit ensuite son service militaire dans la Bundeswehr.
En 1978, il entre à l'université Johann Wolfgang Goethe de Francfort-sur-le-Main pour y étudier le droit, et prend la présidence de la CDU dans l'arrondissement de Main-Taunus l'année suivante. Il passe son premier examen juridique d'État en 1982, réussissant le second trois ans plus tard.
Il commence alors à exercer la profession d'avocat, spécialisé en droit commercial et droit de la concurrence.

### Ascension
Il est vice-président fédéral de la Junge Union entre 1983 et 1987.
À l'occasion des élections d'avril 1987, il se présente à la suite de son père dans la trente-deuxième circonscription de Hesse et se voit élu au Landtag. Il est choisi deux ans plus tard pour présider le groupe CDU à l'assemblée d'arrondissement de Main-Taunus, dont il fait toujours partie. En 1990, il est porté pour un an à la présidence du groupe parlementaire régional.
Il retrouve cette fonction en 1993, puis il succède en 1998 à Manfred Kanther en tant que président de la fédération de la CDU en Hesse. Au mois de novembre, il est élu membre de la présidence fédérale du parti, lors du 11e congrès fédéral à Bonn.

### Ministre-président de la Hesse

#### La victoire de 1999 sur une campagne droitière
À l'approche des élections régionales du 7 février 1999, il mène campagne contre un projet du gouvernement fédéral d'autoriser la double nationalité pour les immigrés.
Ce scrutin, le premier depuis l'arrivée au pouvoir fédéral du social-démocrate Gerhard Schröder, aboutit à une victoire relative de la CDU, qui totalise 43,4 % des voix et 50 députés sur 110. Le Parti libéral-démocrate (FDP) ayant sauvé de justesse sa place au Landtag, Roland Koch est investi ministre-président le 7 avril suivant, disposant d'une très courte majorité de 56 sièges. Seize jours plus tard, il prend la présidence tournante du Conseil fédéral et l'occupe jusqu'au 1er novembre suivant.

#### Un second mandat à la majorité absolue
Lors des élections du 2 février 2003, il se présente en vue d'obtenir un second mandat. Opposé, notamment, à l'ancien ministre social-démocrate de l'Intérieur Gerhard Bökel, il propulse les chrétiens-démocrates à 48,8 % des suffrages exprimés, ce qui leur accorde une majorité absolue de 56 députés sur 110 au Parlement. Il s'agit là du meilleur résultat de la CDU régionale, et il faut remonter jusqu'en 1966 pour trouver un score plus élevé et une majorité absolue d'un seul parti. Il promeut alors sa ministre de l'Éducation Karin Wolff aux fonctions de vice-ministre-présidente.
À l'occasion du 20e congrès fédéral de la CDU, organisé à Dresde en novembre 2006, il est élu vice-président fédéral, sous l'autorité de la chancelière fédérale Angela Merkel.

#### Un troisième mandat difficile à conquérir
Il se présente pour un troisième mandat lors des élections du 27 janvier 2008. Il axe alors sa campagne sur la lutte contre l'immigration et la criminalité.
À l'issue du scrutin, le Landtag de Hesse se trouve totalement bloqué. Avec 36,8 % des voix, la CDU est toujours le premier parti du Land, mais doit se contenter de 42 parlementaires seulement ; le Parti social-démocrate d'Allemagne (SDP) d'Andrea Ypsilanti le talonne effectivement, rassemblant 36,7 % des suffrages et 42 élus. Aucun des deux ne souhaite former de « grande coalition », mais le FDP n'est pas assez fort pour permettre le maintien de Koch au pouvoir, tandis que le SPD ne peut former une coalition avec l'Alliance 90 / Les Verts (Grünen) sans l'appui de Die Linke, ce que refuse une partie des députés sociaux-démocrates. Tant qu'aucun ministre-président n'est investi, il gère les affaires courantes.
Finalement, après des mois de blocage, des élections anticipées sont convoquées le 18 janvier 2009. Les chrétiens-démocrates restent alors stables, mais l'effondrement des sociaux-démocrates sous les 30 % et la percée des libéraux-démocrates au-dessus de 16 % permettent à Roland Koch – député le mieux élu de la législature avec 55,3 % des voix dans sa circonscription – d'être investi pour un troisième mandat le 5 février.

### Retrait de la vie politique
Le 25 mai 2010, il annonce qu'il se retirera de la vie politique le 31 août suivant.
Ce départ serait dû à un désaccord avec Angela Merkel sur des questions budgétaires, dont il est reconnu comme un spécialiste au sein de la CDU. Il ajoute qu'il renoncera dans le même temps à son siège de député régional.
Considéré comme appartenant à l'aile droite de son parti et reconnu comme bon orateur, il a été plusieurs fois critiqué pour ses prises de positions très dures sur l'immigration et la sécurité.
Dès le 12 juin, son ministre de l'Intérieur Volker Bouffier prend sa place à la présidence de la CDU de Hesse, tandis que lui-même est porté au poste de président d'honneur, aux côtés de Walter Wallmann. Bouffier lui succède ensuite au poste de ministre-président en août, puis de vice-président fédéral du parti en novembre.
Après avoir quitté la vie politique, il rejoint le secteur privé.

### Vie privée
Il est marié et père de deux enfants.